# Aaron Downey

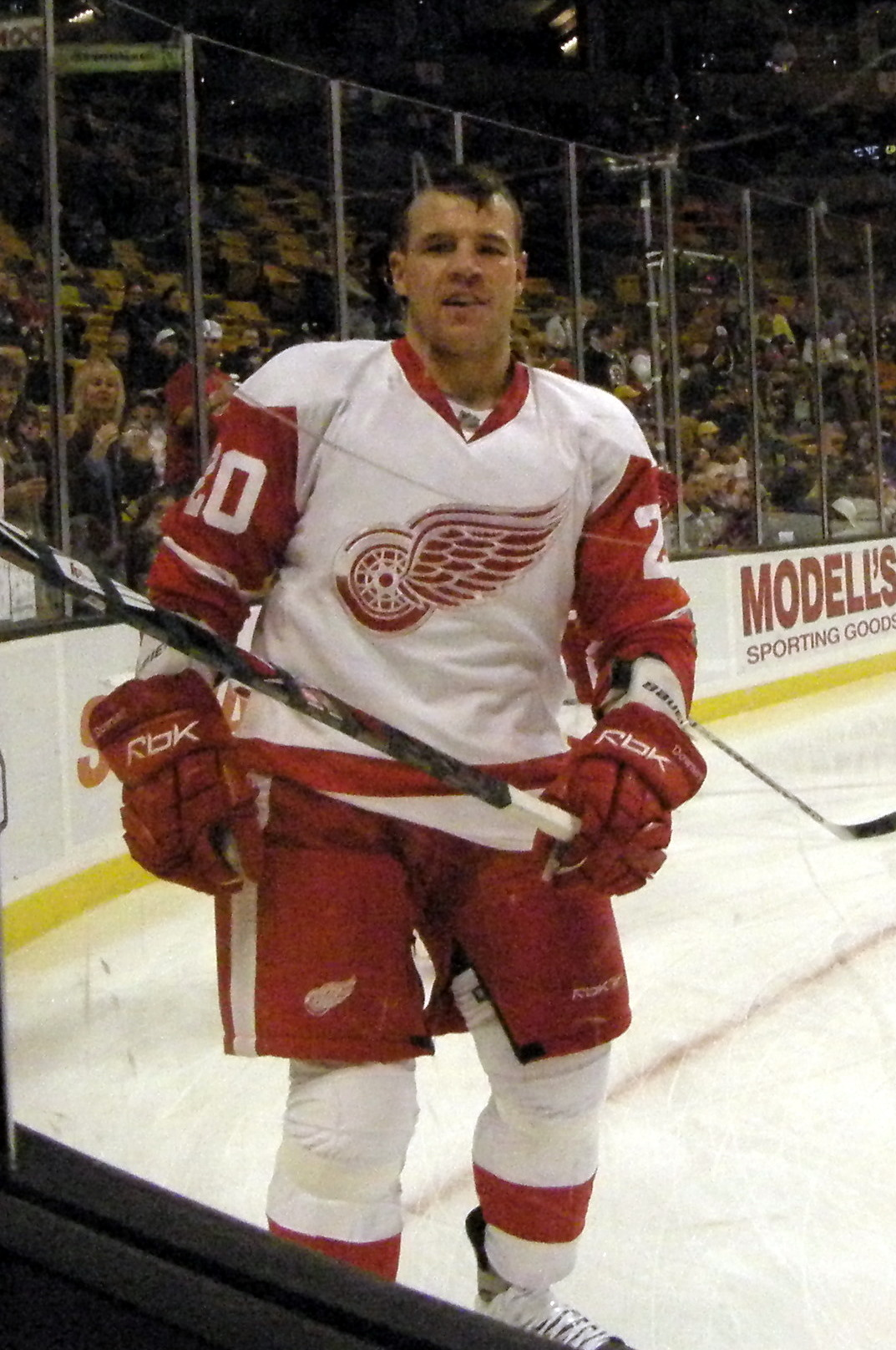
Aaron Downey

Aaron Downey, född 27 augusti 1974 i Shelburne, Ontario, är en kanadensisk ishockeyspelare som sedan säsongen 2007/2008 spelar för Detroit Red Wings i NHL.
Aaron Downey är en tuff rollspelare samt slagskämpe och han matchas oftast mot motståndarnas bättre kedjeformationer. Downey har även spelat för Montreal Canadiens, Chicago Blackhawks, Dallas Stars och St. Louis Blues.